# الأرجل الطويلة
الأرجل الطويلة (الإنجليزية: Longlegs) هو فيلم رعب خارق للطبيعة صَدَرَ في 12 يوليو 2024. الفيلم تولّت نيون، وادس سيرفيس ‏ توزيعه، وهو من إخراج أوزجود بيركنز الذي تولّى كتابة السيناريو أيضًا.

## طاقم التمثيل
- مايكا مونرو
- كيرنان شيبكا
- جايسون داي
- بلير أندروود
- نيكولاس كيج
- أليسيا ويت
- بيتر جيمس براينت

## الاستقبال

### الميزانية والإيرادات
بلغت ميزانيّة الفيلم 10,000,000 دولار أمريكي، بينما بلغت إيراداته 128,000,000 دولار أمريكي.

## وصلات خارجية
- الأرجل الطويلة على موقع IMDb (الإنجليزية)
- الأرجل الطويلة على موقع ميتاكريتيك (الإنجليزية)
- الأرجل الطويلة على موقع روتن توميتوز (الإنجليزية)
- الأرجل الطويلة على موقع ألو سيني (الفرنسية)
- الأرجل الطويلة على موقع أول موفي (الإنجليزية)
- الأرجل الطويلة على موقع فيلمافينيتي (الإسبانية)
- الأرجل الطويلة على موقع قاعدة بيانات الأفلام السويدية (السويدية)
- الأرجل الطويلة على موقع قاعدة بيانات الفيلم (الإنجليزية)
- الأرجل الطويلة على موقع ليتربوكسد (الإنجليزية)
- الأرجل الطويلة على موقع كينوبويسك (الروسية)